# Grote Prijs Raf Jonckheere 1994
De 44e editie van de Belgische wielerwedstrijd Grote Prijs Raf Jonckheere werd verreden op 25 juli 1994. De start en finish vonden plaats in Westrozebeke. De winnaar was Johan Verstrepen, gevolgd door Patrick Van Roosbroeck en Ken Hashikawa.

## Uitslag
| Grote Prijs Raf Jonckheere 1994 |                        |                          |      |
| Plaats                          | Naam                   | Ploeg                    | Tijd |
| Winnaar                         | Johan Verstrepen       | Collstrop-Willy Naessens |      |
| 2                               | Patrick Van Roosbroeck | Trident-Schick           |      |
| 3                               | Ken Hashikawa          | Saxon-Selle Italia       |      |

1951 · 1952 · 1953 · 1954 · 1955 · 1956 · 1957 · 1958 · 1959 · 1960 · 1961 · 1962 · 1963 · 1964 · 1965 · 1966 · 1967 · 1968 · 1969 · 1970 · 1971 · 1972 · 1973 · 1974 · 1975 · 1976 · 1977 · 1978 · 1979 · 1980 · 1981 · 1982 · 1983 · 1984 · 1985 · 1986 · 1987 · 1988 · 1989 · 1990 · 1991 · 1992 · 1993 · 1994 · 1995 · 1996 · 1997 · 1998 · 1999 · 2000 · 2001 · 2002 · 2003 · 2004 · 2005 · 2006 · 2007 · 2008 · 2009 · 2010 · 2011 · 2012 · 2013 · 2014 · 2015 · 2016 · 2017 · 2018 · 2019 · 2020 · 2021 · 2022